# カール・ベウクス
カール・ベウクス（Carl Beukes、1976年10月3日。は、南アフリカ共和国の俳優。

## フィルモグラフィー

### 映画
- HOMELAND
- マンデラ 自由への長い道（ニール・バーナード）
- ザ・ガール ヒッチコックに囚われた女